# کمک‌های ایران به بوسنی و هرزگووین
ورود ایران به جنگ بوسنی پس از پیدا کردن تسلیحاتی که برای مسلمانان بوسنی فرستاده شده بود در یک بوئینگ ۷۴۷ ایرانی که گفته شده بود حامل کمک‌های بشر دوستانه است بازتاب گسترده‌ای داشت.
پس از فروپاشی شوروی و به تبع آن متحدینش در اروپای غربی از جمله یوگسلاوی جنگ داخلی میان کرووات‌ها، صرب‌ها و بوسنیایی‌ها درگرفت. آنچه موجب توجه بیشتر کشورهای اسلامی و از جمله ایران به این منازعه شد، مسلمان بودن بوسنیایی‌ها و عدم برخورداری آنان از نیروی نظامی قابل توجه بود.
دولت ایران به نحو گسترده‌ای به حمایت سیاسی، اقتصادی و نظامی از بوسنی پرداخت. سه ایرانی در جریان این فعالیت‌ها کشته شدند. ایران از ریاست جمهوری علی عزت بیگویچ حمایت می‌کرد.
حجم کمک‌های انجام شده روشن نیست، اما توجه مقامات ایران به این منطقه به حدی بود که علی خامنه‌ای، احمد جنتی (از روحانیون بلندپایه ایران) را به عنوان نماینده ویژه خود در امور بوسنی منصوب کرد.
نهادهای خیریه ایرانی همچون کمیته امداد نیز وارد ماجرا شد و حجم عظیمی از کمک‌های مردمی را جمع‌آوری و منتقل کردند. ایران در بازسازی بوسنی نیز مشارکت کرد.
حمایت‌های ایران حساسیت غرب و به‌ویژه آمریکا را برانگیخت. جنگ با موافقت‌نامه دیتون پایان یافت که بر اساس آن همه نیروهای نظامی (از جمله نیروهای ایران) ملزم به ترک منطقه شدند، گرچه به گفته منتقدان حکومت ایران پس از آن نیز تلاش کرد تا به حفظ پایگاه خود در بوسنی با تمرکز بر فعالیت‌های فرهنگی و اقتصادی بیافزاید که موفقیتش محل تردید است.
به گفته برخی منابع فرماندهی نیروهای نظامی ایران در بوسنی بر عهده سردار نقدی و حسین الله‌کرم بوده‌است و این نیروها زیر نظر سپاه قدس به فعالیت می‌پرداختند.
فعالیت سپاه قدس در بوسنی یکی از سرفصل‌های مهم عملکرد این نیرو بود و موجب افزایش توان آن شد.
ایران از اولین روزهای جنگِ بوسنی اقدام به راه اندازی شبکه‌ای رادیویی به زبان بوسنیایی کرد.
هاشمی رفسنجانی در خاطرات خود می‌نویسد: «[به دکتر ولایتی] گفتم یک میلیون دلار از باقی‌مانده قیمت نفت اهدایی را به رئیس‌جمهوری بوسنی بدهد. هیئت بوسنیایی برای دور اول مذاکره آمدند. از کمک هیئت ایران خیلی ممنون‌اند. گفتند کاملاً محاصره‌اند و اسلحه شان تمام شده و فقط بخشی از کمکهای ما را دارند. خواستار کمک بیشتر شدند. مشکل شان جدی است و در بن‌بست و در محاصره هستند. پیشنهاد داشتند که ما از طریق کروات‌ها و با صرب‌ها و با روس‌ها یا کشورهای غربی یا اسلامی برای کمک کردنشان و رساندن کمک اقدام کنیم. [با] پیشنهاد دادن موشک به کروات‌ها که برای مقابله با صرب‌ها نیاز دارند، جهت رفع محاصره و رساندن اسلحه به مسلمان‌ها موافقت کردم. قرار شد خودش در ملاقات پس فردایش با رئیس‌جمهور کرواسی مطرح کند. برای بازسازی و پذیرش متخصصان بیکارشان هم کمک خواست.»